# بگونوفسکایا
بگونوفسکایا (به لاتین: Begunovskaya) یک منطقهٔ مسکونی در روسیه است که در استان آرخانگلسک واقع شده‌است.